# Список премьер-министров Кувейта
Премьер-министр Государства Кувейт — четвёртое по важности должностное лицо Кувейта после эмира, наследного принца и спикера Национальной ассамблеи, которое возглавляет правительство страны. Первым премьер-министром Кувейта 17 января 1962 года стал шейх Абдалла ас-Салем аль-Мубарак ас-Сабах.
| №  | Имя (годы жизни)                                           | Портрет | Начало полномочий | Окончание полномочий |
| -- | ---------------------------------------------------------- | ------- | ----------------- | -------------------- |
| 1  | Абдалла ас-Салем аль-Мубарак ас-Сабах (1895—1965)          |         | 17 января 1962    | 2 февраля 1963       |
| 2  | Сабах ас-Салем аль-Мубарак ас-Сабах (1913—1977)            |         | 2 февраля 1963    | 30 ноября 1965       |
|    | Джабер аль-Ахмед аль-Джабер ас-Сабах (2-й раз) (1926—2006) |         | 30 ноября 1965    | 8 февраля 1978       |
| 3  | Саад аль-Абдулла ас-Салем ас-Сабах (1930—2008)             |         | 8 февраля 1978    | 13 июля 2003*        |
| 4  | Сабах аль-Ахмед аль-Джабер ас-Сабах (1929—2020)            |         | 13 июля 2003      | 30 января 2006       |
| 5  | Насер аль-Мухаммед аль-Ахмед ас-Сабах (род. 1940)          |         | 30 января 2006    | 4 декабря 2011       |
| 6  | Джабер аль-Мубарак аль-Хамад ас-Сабах (1942—2024)          |         | 4 декабря 2011    | 19 ноября 2019       |
| 7  | Сабах аль-Халид ас-Сабах (род. 1953)                       |         | 19 ноября 2019    | 19 июля 2022         |
| 8  | Ахмед аль-Наваф ас-Сабах (род. 1956)                       |         | 24 июля 2022      | 20 декабря 2023      |
| 9  | Мохаммад Сабах ас-Салем ас-Сабах (род. 1955)               |         | 4 января 2024     | 15 апреля 2024       |
| 10 | Ахмед аль-Абдулла ас-Сабах (род. 1952)                     |         | 15 апреля 2024    |                      |

* В период оккупации Кувейта Ираком правительство находилось в изгнании в Дахране (Саудовская Аравия) с 2 августа 1990 по 15 марта 1991.